# Popcorn (muziekstijl)
Popcorn is een muziekstijl die ontstaan is in België in de late jaren 1960 en populair bleef in de jaren 1970. De muziekstijl is genoemd naar de eerste dancing waar deze muziek gespeeld werd: "The Popcorn", geopend in 1969 te Vrasene  in de Kriekelaarstraat nabij Sint-Niklaas in het Waasland. De naam van de 'POPCORN' dancing is afkomstig van een toenmalige hit van James Brown, "Mother Popcorn" uit datzelfde jaar, en werd gekozen door Gerrit Francken + Gilbert Govaert, een van de toenmalige dj's.  Andere belangrijke dancings uit die tijd waren “De Viertap” (Rillaar), “The Golden Gate” (Retie), “The Groove” (Oostende), “The Versailles” (Oostende), “Champou” (Wichelen), enz.
De popcornfans van het eerste uur zetten zich af tegen de toenmalige rock 'n' roll, twist en  discomuziek die toentertijd overal te horen was op de radiozenders en in de discotheken. Popcornoldies zijn een mengeling van soul, latin, chachacha, high school rock, evergreens, doowop, ska en rhythm-and-blues.  Een paar jaar later kwam de Latino Popcorn met mambo-invloeden en ook de USA Oldschool erbij. De popcornmuziek kwam vooral van Amerikaanse singles uit de vroege jaren zestig die aldaar nooit de hitlijsten haalden. Vaak zijn het zgn. “eendagsvliegen” of promotionele persingen in een beperkte oplage voor dj's en radiostations. De dj's in de popcornclubs zijn o.a. Freddy Cousaert, Theo Dumoulin, DJ Lucien, Eddy Goris, Jeff Callebaut, en, niet te vergeten, de allereerste echte POPCORN VRASENE DJ’s, Gerry en Firmin die tussen 1969 en 1970 het hele Popcorn Vrasene gebeuren opgezet hebben. Ze draaiden op hun eigen wijze deze muziek die niet vrij in de platenwinkel verkrijgbaar was en dat gaf aan popcorn een eigen dansstijl, een soort van mediumtempo jive en soul swing, minder explosief dan de rock-'n-roll. Veel van de toenmalige singles kwamen uit obscure buurten in London of dieper in Engeland en werden meestal op andere snelheid afgedraaid dan het origineel bedoeld was. Het is niet gemakkelijk de muziekstijl scherp af te bakenen, want soms kwamen ook bekende artiesten terecht in het circuit: Louis Neefs, Mary Wells, Billy Fury, Gene Chandler, Terry Stafford, Trini Lopez, Jerry Jackson, Paul Anka, Connie Francis, Lesley Gore, Eddie Hodges en vele anderen.
Op een groot aantal lokale radio's loopt sinds enkele jaren een radioprogramma met popcorn oldies. Het programma heet Popcorn City en de bezieler ervan is Jan Van Deyck. Maandelijks is er op Radio Barbier ook een Popcorn-programma met Julien Van Vooren (een van de originele popcorn-dj's). Popcorn blijft populair en in heel wat dansgelegenheden worden geregeld popcornparties georganiseerd. Alhoewel het genre ook in Frankrijk, Nederland en Groot-Brittannië in trek is, blijft het een typisch Belgisch verschijnsel.
Dat de muziekstijl niet dood is, blijkt ook uit de talrijke internetsites waar (voor veelal grof geld) oude singles worden aangeboden aan verzamelaars. Omdat het genre zo vaag is, wordt soms alles uit de jaren 60 aangeboden als unieke popcorn.